# Eupithecia fumifascia
Eupithecia fumifascia es una especie de polilla de la familia Geometridae. La especie fue descrita por primera vez por William Warren habiendo sido descrita en 1905, con distribución en Perú. El sintipo de la especie fue descrita en el sector Santo Domingo, Provincia de Carabaya.

## Descripción
El ala anterior es de color carne parduzco opaco, ligeramente moteado y con rastros de líneas cruzadas oblicuas, dobladas o anguladas en la celda con una mancha negruzca ahumada en la base y otra en el ápice.: Notas 1  Cuenta con una mancha oscura más pequeña en el ángulo anal, una mancha basal pequeña, bordeada por una línea negra vertical. La línea submarginal es fina, entre tonos más oscuros mientras que su línea marginal es oscura acentuada con una franja marrón.
Las alas posteriores suelen ser indiferenciadas con una línea oscura cerca de la base en el margen interno y una mancha celular oscura. El borde exterior de la fascia central se ve marcado por una banda marrón gruesa a lo largo del ala. El resto tiene parecido como en el ala anterior, pero sin las nubes negruzcas.
La cabeza, palpos, hombros, base del patagio y el abdomen son de color carne. El tórax, puntas del patagio, metatórax y dos de los segmentos basales del abdomen, un anillo en el quinto segmento y el segmento anal son todos negruzcos. Las puntas de los palpos más oscuras. Cuenta con una envergadura de las alas de 18 milímetros (0,7 plg).